# Hildebrandtiella pachyclada
Hildebrandtiella pachyclada là một loài Rêu trong họ Pterobryaceae. Loài này được Besch. miêu tả khoa học đầu tiên năm 1880.